# Meruoca
Meruoca este un oraș în statul Ceará (CE) din Brazilia.